# Darasana regia
Darasana regia är en fjärilsart som beskrevs av Evans 1925. Darasana regia ingår i släktet Darasana och familjen juvelvingar. Inga underarter finns listade i Catalogue of Life.